# کبوتردریایی بالئاری
کبوتردریایی بالئاری (نام علمی: Puffinus mauretanicus) نام یک گونه از سرده کبوتردریایی‌های آب‌شکاف است.